# Malacocis championi
Malacocis championi är en skalbaggsart som beskrevs av Henry Stephen Gorham 1886. Malacocis championi ingår i släktet Malacocis och familjen trädsvampborrare. Inga underarter finns listade i Catalogue of Life.